# توازي متضاد

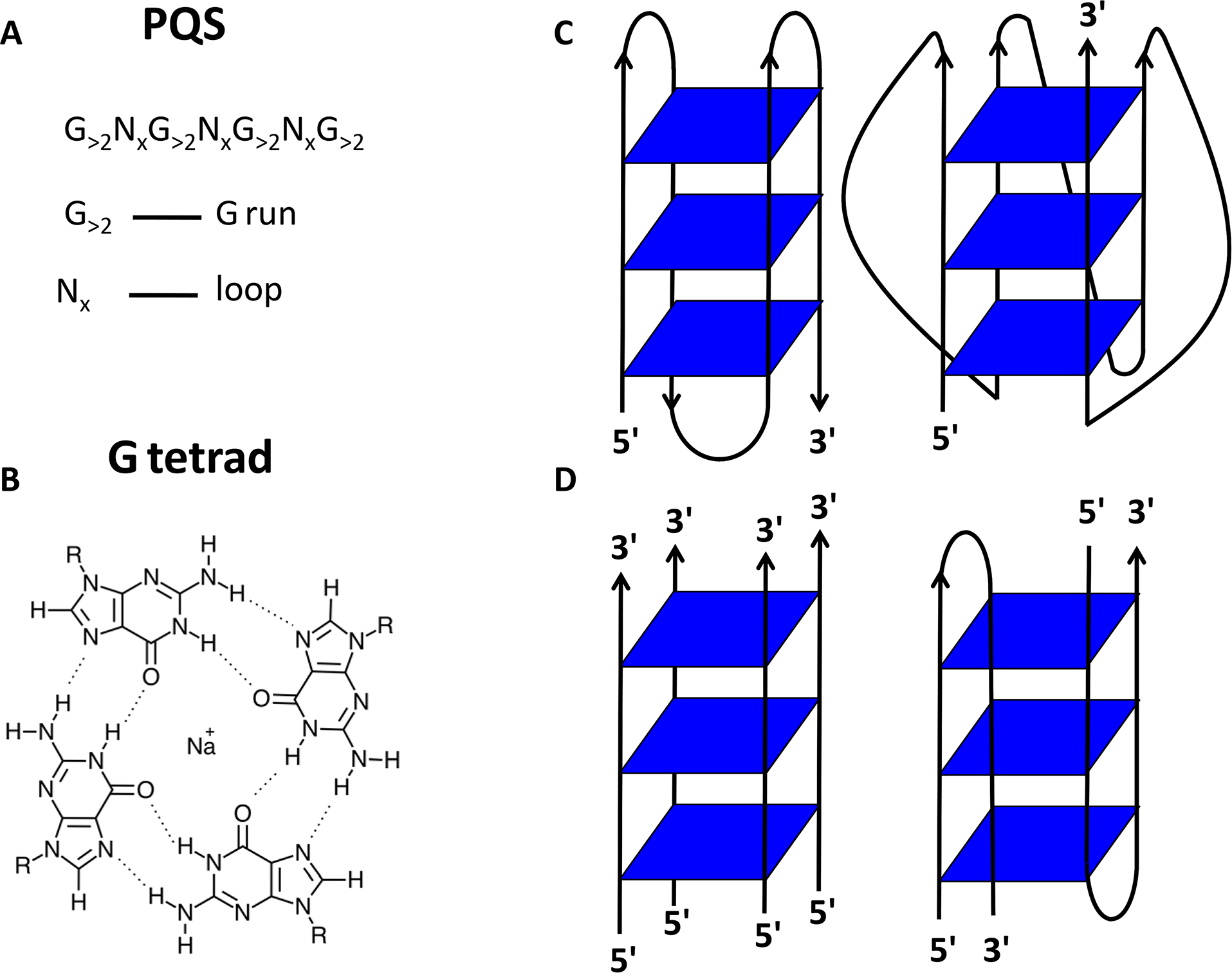
توضيح لأنواع مختلفة من طبولوجيا (جي) كوادروبلكس، المروحي والجانبي والقطري

توجه غير متوازِ (الاسم العلمي (Antiparallel (biochemistry)، هو الترتيب الطبيعي لخيطي جزيئ (دي أن إيه) مزدوج الخيط، وغيره من مزدوجات الأخماس النووية (دي أن إيه- آر أن إيه، آر أن إيه- دي أن إيه) وفيه يتجه الخيطان  في اتجاهين متضادين بحيث تكون نهاية ريبوز 5-فوسفات لأحد الخيطين على نفس خط نهاية هيدروكسيل 3 للخيط التكميلي.